# Norbert Schupritt
Norbert Schupritt (* 7. November 1968 in Duisburg) ist ein ehemaliger deutscher Volleyball- und Beachvolleyballspieler.

## Karriere Halle
Schupritt spielte bis 1985 Volleyball beim heimischen Regionalligisten TKD Duisburg. Danach wechselte der Universalspieler zum Zweitligisten Moerser SC, mit dem er 1986 in die 1. Bundesliga aufstieg. Nach dem Abstieg 1987 gelang 1988 der sofortige Wiederaufstieg. Mit Moers wurde Schupritt an der Seite von Liu Changcheng, Georg Grozer senior, Gabor Csontos und Bogdan Jalowietzki zweimal deutscher Vizemeister und gewann 1990 den CEV-Pokal sowie 1991 den DVV-Pokal. Schupritt spielte auch in der deutschen Junioren-Nationalmannschaft und kam zu 20 Einsätzen in der A-Nationalmannschaft.

## Karriere Beach
Seit 1992 spielte Schupritt Beachvolleyball, vorwiegend auf Turnieren in Deutschland. Mit Christian Tiemann erreichte er 1993 bei der Beachvolleyball-Europameisterschaft im portugiesischen Espinho Platz sieben. An der Seite von Oliver Oetke gelang ihm 1997 beim Beach Cup in Sankt Peter-Ording ein zweiter Platz.

## Privates
Schupritt lebt heute in Eichstetten am Kaiserstuhl. Seine Kinder Anna und Julian spielen auch erfolgreich Volleyball bzw. Beachvolleyball.